# Louis Blanc
Louis Jean Joseph Charles Blanc (29. října 1811 Madrid – 6. prosince 1882 Cannes) byl francouzský politik a historik. Byl též socialistou, který protežoval reformy a volal po vytvoření pracovních družstev s cílem zajistit práci pro chudé obyvatele měst.
| „ | Každý podle svých schopností, každému podle jeho potřeb. | “ |